# Carl Tham

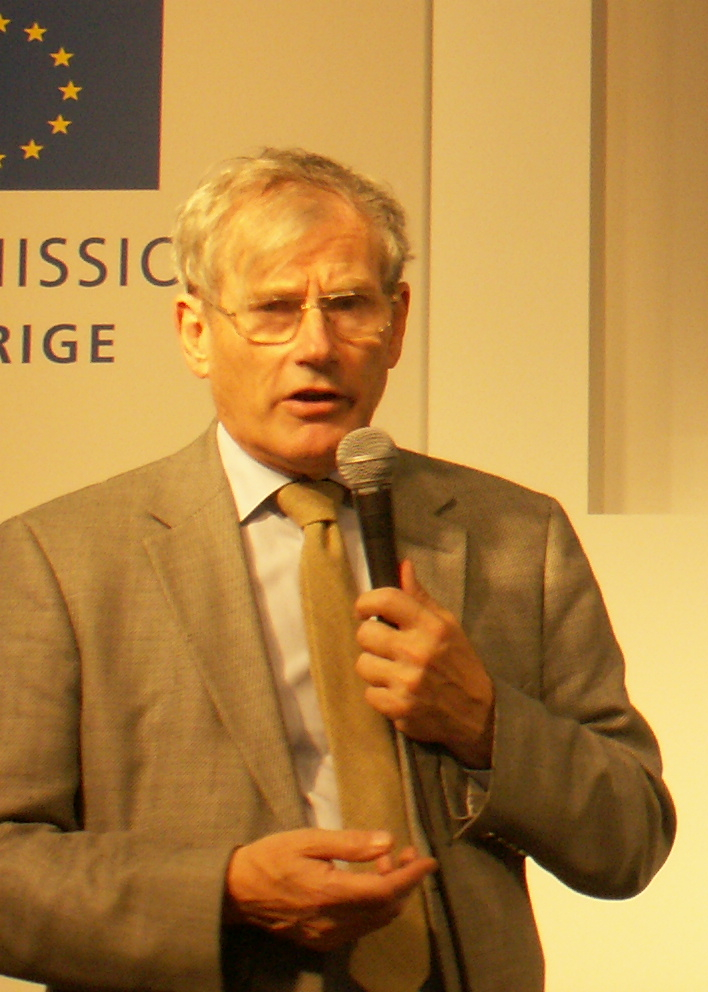
Carl Tham, 2011

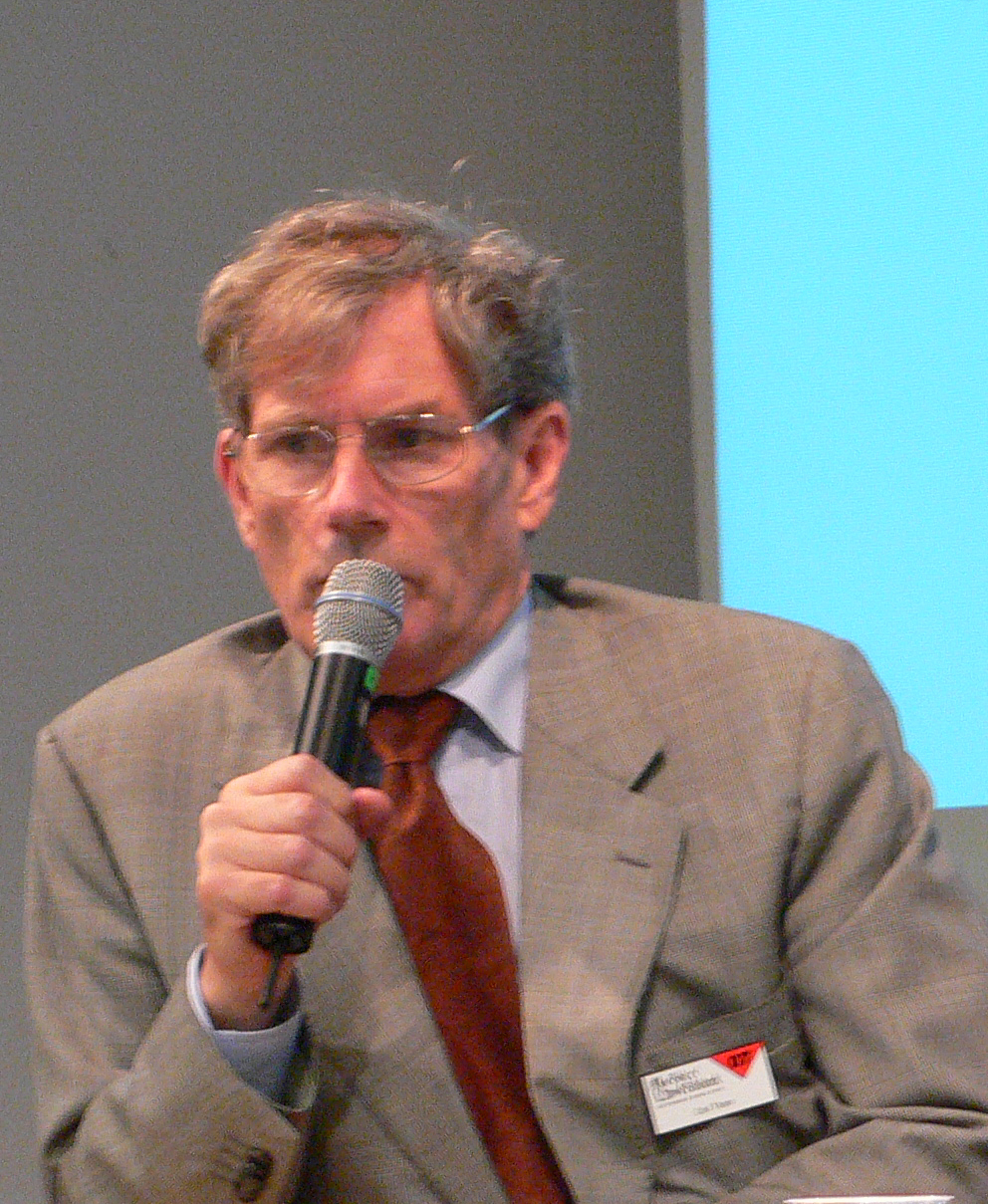
2007

Carl Gustav Wilhelm Tham (* 5. Juli 1939 in Stockholm) ist ein schwedischer Politiker und Diplomat.

## Leben
Er studierte Literatur und Geschichte an der Universität Stockholm. 1969 wurde er Generalsekretär der liberalen schwedischen Partei Folkpartiet. Bei den Reichstagswahlen 1976 wurde er in den schwedischen Reichstag gewählt. Er gehörte dem Reichstag bis 1982 an. Zugleich übernahm er von 1976 bis 1978 die Funktion als Staatssekretär im schwedischen Außenministerium und war dann 1978/1979 Energieminister. Von 1979 bis 1981 war er Sonderberater des Außenministers für Fragen der Entwicklungshilfe und schließlich bis 1982 Staatssekretär für Entwicklungshilfe im Außenministerium.
Ab 1982 war er Generaldirektor des Schwedischen Amts für Internationale Entwicklungszusammenarbeit, bis er 1994 schwedischer Minister für Bildung und Wissenschaft wurde. Tham blieb bis 1998 Minister und übernahm 1999 die Funktion des Generalsekretärs des Internationalen Olof-Palme-Zentrums.
Im Jahr 2002 wurde er schwedischer Botschafter in Deutschland. Diese Funktion hatte er bis 2006 inne.
2008 gehörte er zum sogenannten Kompetenzteam Erziehung, Bildung und Wissenschaft des Hamburger SPD-Bürgermeisterkandidaten Michael Naumann.
Tham hat diverse ehrenamtliche Funktionen inne. So war er Vorsitzender der Stiftung Haus des Tanzes, Stockholm, des Zentralausschusses für Künstlerförderung und des Vorstands des Schwedischen Instituts für Zukunftsstudien.

## Familie
Carl Tham ist mit Carin Norberg, der Direktorin des Schwedischen Amts für Internationale Entwicklungszusammenarbeit, verheiratet.

## Auszeichnungen
Tham äußerte sich dahingehend, aus prinzipiellen Erwägungen Ordensverleihungen abzulehnen. Vor diesem Hintergrund lehnte er 2003 auch die Verleihung des deutschen Bundesverdienstkreuzes ab, was zu Irritationen führte.

## Werke
- Europa 15 Jahre nach dem Fall der Mauer, Fürstenfeldbruck, 2005
- Berliner Republik, Stockholm, 2011